# Beweis der Irrationalität der Wurzel aus 2 bei Euklid
In der Abhandlung Elemente des griechischen Mathematikers Euklid ist ein Beweis dafür überliefert, dass die Quadratwurzel von 2 irrational ist. Dieser zahlentheoretische Beweis wird durch Widerspruch (Reductio ad absurdum) geführt und gilt als einer der ersten Widerspruchsbeweise in der Geschichte der Mathematik. Aristoteles erwähnt ihn in seinem Werk Analytica priora als Beispiel für dieses Beweisprinzip. Der unten angeführte Beweis stammt aus Buch X, Proposition 117 der Elemente. Es wird jedoch allgemein angenommen, dass es sich dabei um eine Interpolation handelt, also dass die Textstelle nicht von Euklid selbst stammt. Aus diesem Grund ist der Beweis in modernen Ausgaben der Elemente nicht mehr enthalten.
Irrationale Größenverhältnisse waren schon dem Pythagoreer Archytas von Tarent bekannt, der Euklids Satz nachweislich schon in allgemeinerer Form bewies. Früher glaubte man, das Weltbild der Pythagoreer sei durch die Entdeckung der Inkommensurabilität in Frage gestellt worden, da sie gemeint hätten, die gesamte Wirklichkeit müsse durch ganzzahlige Zahlenverhältnisse ausdrückbar sein. Nach heutigem Forschungsstand trifft das aber nicht zu. Ein geometrischer Beweis dafür, dass Diagonale und Seite im Quadrat oder im regelmäßigen Fünfeck keine gemeinsame Maß-Teilstrecke haben können, war bereits im späten 6. oder frühen 5. Jahrhundert v. Chr. von dem Pythagoreer Hippasos von Metapont entdeckt worden.

## Beweisführung
Behauptung
Die Quadratwurzel aus 2 ist eine irrationale Zahl.
Beweis
Die Beweisführung erfolgt nach der Methode des Widerspruchsbeweises, das heißt, es wird gezeigt, dass die Annahme, die Wurzel aus 2 sei eine rationale Zahl, zu einem Widerspruch führt (lateinisch: reductio ad absurdum).  
Es wird also angenommen, dass die Quadratwurzel aus 2 rational ist und sich somit als Bruch {\displaystyle {\tfrac {p}{q}}} darstellen lässt. Es wird ferner angenommen, dass {\displaystyle p} und {\displaystyle q} teilerfremde ganze Zahlen sind, der Bruch {\displaystyle {\tfrac {p}{q}}} also in gekürzter Form vorliegt:
{\displaystyle {\sqrt {2}}={\frac {p}{q}}}
Das bedeutet, dass das Quadrat des Bruchs {\displaystyle {\tfrac {p}{q}}} gleich 2 ist: 
{\displaystyle \left({\frac {p}{q}}\right)^{2}=2},
oder umgeformt:
{\displaystyle p^{2}=2q^{2}}.
Da {\displaystyle 2q^{2}} eine gerade Zahl ist, ist auch  {\displaystyle p^{2}} gerade. 
Daraus folgt, dass auch die Zahl {\displaystyle p} gerade ist.
Die Zahl {\displaystyle p} lässt sich also darstellen durch:
{\displaystyle p=2r}, wobei {\displaystyle r} eine ganze Zahl ist.
Damit erhält man mit obiger Gleichung:
{\displaystyle 2q^{2}=p^{2}=(2r)^{2}=4r^{2}}
und hieraus nach Division durch 2
{\displaystyle q^{2}=2r^{2}}.
Mit der gleichen Argumentation wie zuvor folgt, dass {\displaystyle q^{2}} und damit auch {\displaystyle q} eine gerade Zahl ist.
Da {\displaystyle p} und {\displaystyle q} durch 2 teilbar sind, erhalten wir einen Widerspruch zur Teilerfremdheit.
Dieser Widerspruch zeigt, dass die Annahme, die Wurzel aus 2 sei eine rationale Zahl, falsch ist und daher das Gegenteil gelten muss. 
Damit ist die Behauptung, dass {\displaystyle {\sqrt {2}}} irrational ist, bewiesen.

## Verallgemeinerung
Diese Beweisidee lässt sich auf den allgemeinen Fall der {\displaystyle k}-ten Wurzel aus einer beliebigen natürlichen Zahl {\displaystyle n}, die keine {\displaystyle k}-te Potenz ist, erweitern:
Wenn {\displaystyle n} keine {\displaystyle k}-te Potenz ist (nicht darstellbar als {\displaystyle n=z^{k}} für
eine natürliche Zahl {\displaystyle z}), dann ist
{\displaystyle {\sqrt[{k}]{n}}} irrational. 
Beweis: Anstelle der einfachen gerade-ungerade-Argumentation verwendet man hier allgemein die Existenz einer eindeutigen Primfaktorzerlegung für natürliche Zahlen. Der Beweis erfolgt wieder durch Widerspruch: Angenommen, es gelte {\displaystyle {\sqrt[{k}]{n}}={\tfrac {a}{b}}} mit natürlichen Zahlen {\displaystyle a,b}. Es ist zu zeigen, dass dann {\displaystyle n} eine {\displaystyle k}-te Potenz ist, d. h., dass {\displaystyle {\tfrac {a}{b}}} sogar eine natürliche Zahl ist.
Zunächst folgt durch einfache Umformung, dass {\displaystyle n\cdot b^{k}=a^{k}} gilt.
Sei {\displaystyle p} eine beliebige Primzahl. In der Primfaktorzerlegung von {\displaystyle n} bzw. {\displaystyle a} bzw. {\displaystyle b} trete {\displaystyle p} genau mit der Vielfachheit {\displaystyle e_{n}} bzw. {\displaystyle e_{a}} bzw. {\displaystyle e_{b}} auf. Dann folgt sofort {\displaystyle e_{n}+k\cdot e_{b}=k\cdot e_{a}}, wegen {\displaystyle e_{n}\geq 0} auf jeden Fall also {\displaystyle e_{b}\leq e_{a}}. Da dies für jede Primzahl {\displaystyle p} gilt, muss {\displaystyle b} in der Tat ein Teiler von {\displaystyle a} sein, also ist {\displaystyle {\tfrac {a}{b}}} eine natürliche Zahl und {\displaystyle n} ist deren {\displaystyle k}-te Potenz.
Einfache Folgerung aus dem Irrationalitätssatz:
{\displaystyle {\sqrt[{n}]{n}}}
ist irrational für alle natürlichen Zahlen größer als 1 (weil {\displaystyle n} nicht {\displaystyle n}-te Potenz einer natürlichen Zahl größer als  1 sein kann).